# Calle del Cós del Bou
La Calle del Cós del Bou es una calle de Tarragona, que está considerada como una «de las más festivas» de la ciudad. Con la Baixada de la Peixateria y los Trinquets viejo y nuevo forma un barrio vivo y fiel a sus tradiciones.
A pesar de su relativamente pequeña superficie, ha generado desde hace tiempo una amplia actividad que transcurre entre la tradición, la cultura y el ocio. Antiguamente llamado «calle de Hostals», desde 1552 lleva el nombre actual. Al final de esta calle (donde se une con la Baixada de la Peixateria) había un lugar dedicado a la corrida de toros, lo que habría originado nombre de la calle. En 1769, se celebró una "becerrada por los oficiales y cadetas de la tercera división de la Legión primera Hispana, o del tercer batallón de Reales Guardias españolas de Infantería", cuya segunda se tiene noticia escrita en nuestro país. En esta calle nacieron dos músicos de fama internacional, los maestros Josep Maria Pla Mateu (en la casa número 9) y Josep Sentís i Porta (en la casa número 22). Otro personaje ilustre que vivió en el Cós del Bou fue el historiador y cronista oficial de la ciudad, Joan Salvat i Bové (casa número 6).
En la entrada de la calle en el ángulo con la plaza de la Font están los Antiguos Almacenes «El Faro», un edificio de viviendas listado. De 1923 a 1971 en el otro extremo de la calle se encontró el Parque de los Bomberos, instalado en las antiguas pescaderías, que están abandonadas desde 1915, un edificio del arquitecto Ramón Salas . Se ve una coincidencia con el popular san Roque, invocado tradicionalmente con la jaculatoria «Glorioso san Roque, guárdanos de peste y de fuego».
Tuvo otros nombres: calle de la Infanta, de Els Hostals y de Martínez Anido.

## San Roque, la fiesta del barrio
Desde el año, 1844 a mediados de agosto se celebra la fiesta de San Roque . Tradicionalmente, los vecinos iban a buscar agua bendita al Pozo de San Roque en Tamarit de Mar . Participan los Gigantes del Cós del Bou (también llamados los Gigantes Viejos, construidos en 1825 y cedidos al barrio en 1904. Por las fiestas de 1977, se inauguró una lápida entre los números 20 y 22 que quería testimoniar el cariño de la barriada hacia uno de sus hijos, con esta dedicatoria: «El día 10 de junio de 1888 nació en esta casa en Josep Sentís Porta compositor de la música de los gozos de Sant Roc. Tarragona, agosto 1977. Letra de Luis Mª Mezquida. » 
En 1991, en la casa número 23, donde antiguamente estaba el parque de bomberos y ahora se encuentra la sede de la Colla Jove Niños de Tarragona, se descubrió una lápida del siglo y medio dehistoria de la celebración de las fiestas del barrio. La escultora Àngels Cantos y Franqueza hizo un bajorrelieve en bronce, representando el busto del santo que, según la tradición, había preservado a los vecinos de la peste y el fuego.